# Szabbetaj Szichman
Szabbetaj Szichman (hebr.: שבתאי שיכמן, ang.: Shabtai Shikhman, Shabtai Shichman, ur. 10 września 1915 w Polsce, zm. 9 stycznia 1987) – izraelski polityk, w latach 1959–1965 poseł do Knesetu z listy Herutu.

## Życiorys
Urodził się 10 września 1915 na terenach późniejszej II Rzeczypospolitej. Do szkoły średniej uczęszczał w Kowlu na Wołyniu. Był aktywistą Bejtaru. W 1935 roku wyemigrował do Palestyny.
W wyborach parlamentarnych w 1959 po raz pierwszy dostał się do izraelskiego parlamentu z listy Herutu. W wyborach w 1961 uzyskał ponownie mandat, pod koniec tej kadencji Heurt połączył się z Partią Liberalną tworząc Gahal. Nie uzyskał reelekcji z listy tego nowego ugrupowania w kolejnych wyborach.
Zmarł 9 stycznia 1987.